# Wolf Heinecke
Wolf Heinecke (* 13. Mai 1929 in Friedrichroda, Thüringen; † 31. Oktober 2022 in Bad Dürkheim, Rheinland-Pfalz) war ein deutscher Maler und Graphiker.

## Lebenslauf
Nachdem Heinecke 1946 erstmals mit moderner Kunst in Form der Werke der Künstler des Bauhauses in Weimar in Berührung gekommen war, begann er 1947 ein Kunststudium an der Staatlichen Hochschule für Baukunst und bildende Künste in Weimar (heute Bauhaus-Universität). Zu seinen Ausbildern zählten die Professoren Hoffmann-Lederer, Kirchberger, Otto Herbig und Schäfer-Ast.
Nach einem zweijährigen Aufenthalt in Berlin übersiedelte er 1952 nach Mannheim und wurde Mitglied des BBK Mannheim-Heidelberg. Hier kam er auch mit dem Maler und Filmemacher Franz Schömbs in Berührung und arbeitete an dessen abstraktem Zeichenfilm „Die Geburt des Lichts“ 1957/58 mit. 1958 fertigte er Architekturmodelle und schuf erste Wandgestaltungen an öffentlichen und privaten Gebäuden. Seit 1964 war er Mitglied der Freunde junger Kunst München (später auch Mitglied der Freunde junger Kunst Baden-Baden) und Mitglied des Künstlerbundes Rhein-Neckar. 1974 schloss er sich als Mitglied der Neuen Darmstädter Sezession an. Heinecke lebte und arbeitete seit 1990 in Bad Dürkheim-Leistadt.

## Preise und Auszeichnungen
- 1969 8. Internationaler Miró-Preis für Zeichnungen, Barcelona
- 1973 Willibald Kramm - Preis, Heidelberg
- 1984 Varnholt-Preis, Mannheim

## Einzelausstellungen (Auswahl)
- 1966 Galerie Lauter, Mannheim
- 1968 Galerie am Otterstein, Zweibrücken
- 1969 Kunstverein, Augsburg
- 1977, 1985 Kunsthalle, Mannheim
- 1979 Kunstverein, Speyer
- 1989, 1999 Kunstverein, Mannheim
- 1990 Feuerbachhaus, Speyer
- 1996 Scharpf-Galerie des Wilhelm-Hack-Museums, Ludwigshafen
- 1999 Otto-Dix-Haus, Gera/Thüringen
- 2000 Regionalgalerie Südhessen, Darmstadt
- 2006 Galerie Profil, Weimar